# BioShock (serie)
BioShock es una serie de videojuegos retrofuturistas creada por Ken Levine, publicada por 2K y desarrollada por varios estudios, incluidos Irrational Games y 2K Marin. Los juegos de BioShock combinan elementos de videojuegos de disparos en primera persona y rol, dando al jugador libertad para abordar el combate y otras situaciones. También son considerados parte del género simulación inmersiva. La serie se destaca por explorar conceptos filosóficos y morales con una narrativa influenciada por conceptos como el objetivismo, el utilitarismo total y el excepcionalismo estadounidense.
La serie de videojuegos consta de tres juegos principales. BioShock (2007) y BioShock 2 (2010) tienen lugar en la década de 1960 en Rapture, una ciudad submarina ficticia. BioShock Infinite (2013) está ligado temática y narrativamente a los primeros juegos y tiene lugar en 1912 en la ciudad flotante de Columbia. Después del lanzamiento de Infinite, Irrational Games se redujo y se renombró como Ghost Story Games para trabajar en títulos más pequeños y 2K Games retuvo los derechos de BioShock. En diciembre de 2019 la editora anunció que Cloud Chamber estaba desarrollando un nuevo juego de la serie.
La serie ha recibido elogios de la crítica y ha logrado un gran éxito comercial. Para noviembre de 2022 la serie había vendido más de 41 millones de copias, lo que la convierte en una de las franquicias de videojuegos más vendidas de todos los tiempos. En 2022 también se anunció que una adaptación cinematográfica estaba en desarrollo por parte de Netflix.

## Desarrollo y elementos comunes
El desarrollador Ken Levine fundó Irrational Games en 1997 a partir de exmiembros de Looking Glass Studios. En 1999 Irrational Games produjo System Shock 2, una secuela de System Shock de Looking Glass. Posteriormente, Levine le presentó a Electronic Arts las ideas para otra secuela, pero la editora las rechazó basándose en el pobre desempeño comercial de System Shock 2. Mientras Irrational trabajaba en otros proyectos, Levine todavía tenía en mente crear una secuela de System Shock 2. Levine comentó: "Tengo mi inútil título en artes liberales, así que he leído cosas de Ayn Rand, George Orwell y todo tipo de escritos utópicos y distópicos del siglo XX, y después de haber desarrollado la franquicia System Shock, sentí que la atmósfera era buena para establecer un entorno distópico, uno que tomamos prestado en gran medida de System Shock ". Levine ha mencionado un interés en "la investigación con células madre y los problemas morales que la rodean". Con respecto a las influencias artísticas, Levine citó los libros Nineteen Eighty-Four y Logan's Run, que representan sociedades que tienen "ideas realmente interesantes arruinadas por el hecho de que somos personas". Caminando por el Rockefeller Center cerca del GE Building en la ciudad de Nueva York, Levine se inspiró en el estilo art déco del Rockefeller Center para crear un entorno similar, que hasta ese momento no se había experimentado en el género de disparos en primera persona.
Los títulos de la serie BioShock son videojuegos de disparos en primera persona con elementos de juegos de rol. Si bien las mecánicas precisas difieren entre los tres juegos, comparten temas comunes donde los jugadores usan una combinación de armas, el entorno y habilidades sobrehumanas, llamados "Plasmids" en BioShock y BioShock 2, o "Vigors" en Infinite, para derrotar enemigos. Estas armas y poderes se pueden usar en varias combinaciones para ayudar a derrotar a los enemigos; por ejemplo, utilizar electricidad sobre un charco de agua electrocutará a los enemigos que se encuentren en el líquido. En comparación con el estilo híbrido de juego de rol y disparos en primera persona de System Shock, BioShock se comercializó como un juego de disparos para atraer a los fanáticos del género, en ese momento con una popularidad en ascenso. Sin embargo, el juego retuvo elementos comparables: los plásmidos en BioShock proporcionados por "EVE hypos" cumplen la misma función que las "Habilidades psiónicas" proporcionadas por "PSI hypos" en System Shock 2; el jugador debe lidiar con cámaras de seguridad enemigas, torretas de ametralladoras y robots, y tiene la capacidad de piratearlos en ambos juegos; el jugador debe administrar suministros y municiones; y las grabaciones de cintas de audio cumplen el mismo papel narrativo que los registros de correo electrónico en los juegos System Shock. Levine declaró en 2010 que el nombre "BioShock " no hace referencia a ningún entorno o ubicación específica, sino que es un nombre para encapsular elementos comunes del juego que se reflejan en sus juegos anteriores y en la serie BioShock.

Para mí, hay dos cosas que hacen que un juego de BioShock sea BioShock. Tienen lugar en un mundo que es a la vez fantástico y ridículo. Algo que nunca has visto antes y algo que nadie más podría crear excepto Irrational, pero que también tiene una base extraña y es creíble. La otra cosa que lo convierte en un juego de "BioShock", se trata de tener un gran conjunto de herramientas de poder y una gran variedad de desafíos, y ser capaz de controlar cómo resolver esos desafíos.
Ken Levine, Irrational Games

### Temas
Al ser influenciado por System Shock 2, los juegos de la serie BioShock también plantean ampliamente la cuestión del libre albedrío del personaje central, a menudo actuando según las sugerencias de un narrador poco confiable que lo está usando para sus propios motivos ocultos. Levine estuvo interesado durante mucho tiempo en evaluar cómo funciona la elección en los videojuegos, tanto a nivel narrativo como a nivel del jugador, y los juegos de BioShock representan su intento de alterar la percepción de elección típicamente asociada con el medio interactivo. En BioShock, el personaje jugable sigue las instrucciones de un hombre llamado Atlas para matar a Andrew Ryan, el fundador de la ciudad submarina de Rapture. Una vez que el personaje conoce a Ryan, Ryan revela que el personaje ha estado bajo control mental desde su llegada a Rapture, siguiendo cualquier instrucción iniciada con "¿Serías tan amable de...", que Atlas había estado usando. Ryan muestra que elige el libre albedrío usando la frase desencadenante para que el personaje lo mate, diciendo "Un hombre elige, un esclavo obedece" previo a su muerte.
El primer juego de BioShock gira en torno a la filosofía del objetivismo establecida por Ayn Rand. Levine se había inspirado para el escenario del juego después de visitar el 30 Rockefeller Plaza y la estatua de Atlas frente al edificio, mientras estaba en la ciudad de Nueva York, y también al investigar a John D. Rockefeller, a quien Levine llamó "un gran hombre que construyó un triunfo arquitectónico contra todas las probabilidades". Esto llevó a la creación de Rapture y al personaje de Andrew Ryan, basado libremente en Rockefeller, y cuyo nombre está basado en el de Ayn Rand. Levine incorporó conceptos del objetivismo en estos elementos, particularmente en la idea de que el hombre debe ser impulsado por el egoísmo y no por el altruismo. Un elemento importante del juego requiere que el jugador decida cómo interactúa con las "Little Sisters" que han recolectado ADAM, ya sea optando por salvar a las niñas por una pequeña recompensa o recolectando la cantidad total de ADAM para su propio beneficio al matarlas. Ars Technica afirma que la ciudad de Rapture no cae necesariamente por objetivismo, sino por el poder corruptor necesario para controlar dicha ciudad.
BioShock 2 se centra en versiones de ideales utilitarios y colectivistas. Sofia Lamb, que ascendió al control de Rapture tras los acontecimientos de la primera entrega, tiene una filosofía altruista basada en figuras históricas Karl Marx y John Stuart Mill, junto a referentes modernos como Richard Dawkins. En comparación con las preguntas de BioShock sobre el libre albedrío y el destino de los humanos, el director de BioShock 2, Jordan Thomas, dijo que el personaje del jugador es "casi el individuo supremo" a quien Lamb incita a cumplir sus objetivos. El profesor Ryan Lizardi establece paralelismos entre los temas de "comunidad contra el individuo" de BioShock 2 con problemas del macartismo y el movimiento hippie que se produjo en el período de tiempo en el que se basa el juego. Lizardi explica: "Como esta secuela es una extensión de las historias y los personajes del primer juego, hay contrastes directos entre la política extrema del objetivismo de Andrew Ryan y la religión/política extrema del colectivismo de Lamb [...] BioShock 2 les pide específicamente a los jugadores que cuestionen todos los lados de los debates cuando se toman posiciones extremas, y les pide que evalúen sus decisiones en una historia alternativa y compleja".
BioShock Infinite utiliza el concepto del excepcionalismo estadounidense como base para su desarrollo en la ciudad flotante de Columbia a principios del siglo XX. Al capturar este período, Levine dijo que el juego incluía aspectos de racismo, supremacía blanca y nacionalismo blanco y otros temas políticos y sociales tal como eran en ese momento, no para hacer una declaración con respecto a estas áreas sino porque sería "deshonesto" y "extraño" no incluirlos. Levine consideró la presentación de estos elementos en el juego como algo simplemente histórico e invitó a los jugadores a derivar cualquier interpretación del significado de estos. Además, BioShock Infinite explora conceptos relacionados con múltiples realidades y "constantes y variables", y comprende los impactos del libre albedrío, la elección y las consecuencias de las propias acciones.

## Juegos
| 2007 | BioShock                                       |
| 2008 | BioShock: Challenge Rooms                      |
| 2009 |                                                |
| 2010 | BioShock 2                                     |
| 2010 | BioShock 2: La Guarida de Minerva              |
| 2011 |                                                |
| 2012 | BioShock: Industrial Revolution                |
| 2013 | BioShock Infinite                              |
| 2013 | BioShock Infinite: Clash in the Clouds         |
| 2013 | BioShock Infinite: Panteón Marino - Episodio 1 |
| 2014 | BioShock Infinite: Panteón Marino - Episodio 2 |
| 2015 |                                                |
| 2016 | BioShock: The Collection                       |

### BioShock(2007)
BioShock se lanzó el 21 de agosto de 2007 para Microsoft Windows y Xbox 360. Posteriormente se realizó una versión para PlayStation 3 que se lanzó el 17 de octubre de 2008. El juego fue muy bien recibido por la crítica, con reseñas positivas que elogiaron su historia "basada en la moralidad ", el entorno inmersivo y la historia distópica inspirada en Ayn Rand. Según el presidente de Take-Two, Strauss Zelnick, el juego había vendido alrededor de 3 millones de copias para junio de 2009.
BioShock tiene lugar en 1960, en la ciudad submarina ficticia de Rapture. Construida a fines de la década de 1940 por el magnate de los negocios Andrew Ryan, estaba destinada a ser un entorno social de laissez-faire para que las personas trabajaran, vivieran y prosperaran fuera de las manos cada vez más opresivas de los gobiernos y las autoridades del mundo. La Dra. Brigid Tenenbaum, el Dr. Yi Suchong y otros científicos descubrieron una sustancia llamada ADAM, recolectada de babosas marinas que podrían convertirse en plásmidos que otorgan poderes psicoquinéticos al usuario. Frank Fontaine, un ex gánster y hombre de negocios que trajo productos del mercado negro a Rapture, encontró una manera de cosechar ADAM implantando las babosas en los cuerpos de las niñas, llamadas "Little Sisters", y se benefició de esto. Ryan dirigió un ataque que aparentemente mató a Fontaine y se apoderó de sus instalaciones de producción de ADAM. Para proteger a las "Little Sisters", Ryan creó Big Daddies al condicionar y mutar humanos en trajes de buceo blindados. Antes de la víspera de Año Nuevo de 1959, una nueva figura, Atlas, surgió de la clase trabajadora para liderar una revuelta contra Ryan, donde mató a muchos y llevó a Ryan a mutar a varios de sus seguidores en Splicers para protegerse, y así creando la caída de la utopía de Rapture.
En 1960, Jack, el personaje que controla el jugador, sufre un accidente aéreo sobre el océano que está cerca del faro que alberga una batisfera que lo traslada a Rapture. Atlas contacta a Jack para pedirle ayuda contra las fuerzas de Ryan. Jack descubre a las Little Sisters y Tenenbaum le advierte que no las lastime. Luego de luchar en la ciudad en ruinas, Jack llega a las oficinas de Ryan. Ryan, que está jugando al golf pacientemente mientras espera a Jack, revela que Jack es su hijo ilegítimo y que Fontaine lo había condicionado mentalmente para coaccionar sus acciones, específicamente siguiendo cualquier orden precedida por la frase "¿Sería tan amable...?". Jack se da cuenta de que Atlas ha estado usando esta frase desde su llegada. Ryan acepta su destino, usando la frase para hacer que Jack lo mate con un palo de golf, y Atlas se revela como Fontaine, habiéndose escondido para planear una nueva estrategia contra Ryan. Fontaine deja morir a Jack, pero Tenenbaum y las Little Sisters lo rescatan. Posteriormente Tenenbaum elimina el condicionamiento de la mente de Jack y lo insta a derrotar a Fontaine y llevar a las Little Sisters a la superficie. En una batalla final contra Jack, Fontaine se inyecta numerosos plásmidos. Jack y las Little Sisters lo dominan y les permiten escapar.

### Bioshock 2(2010)

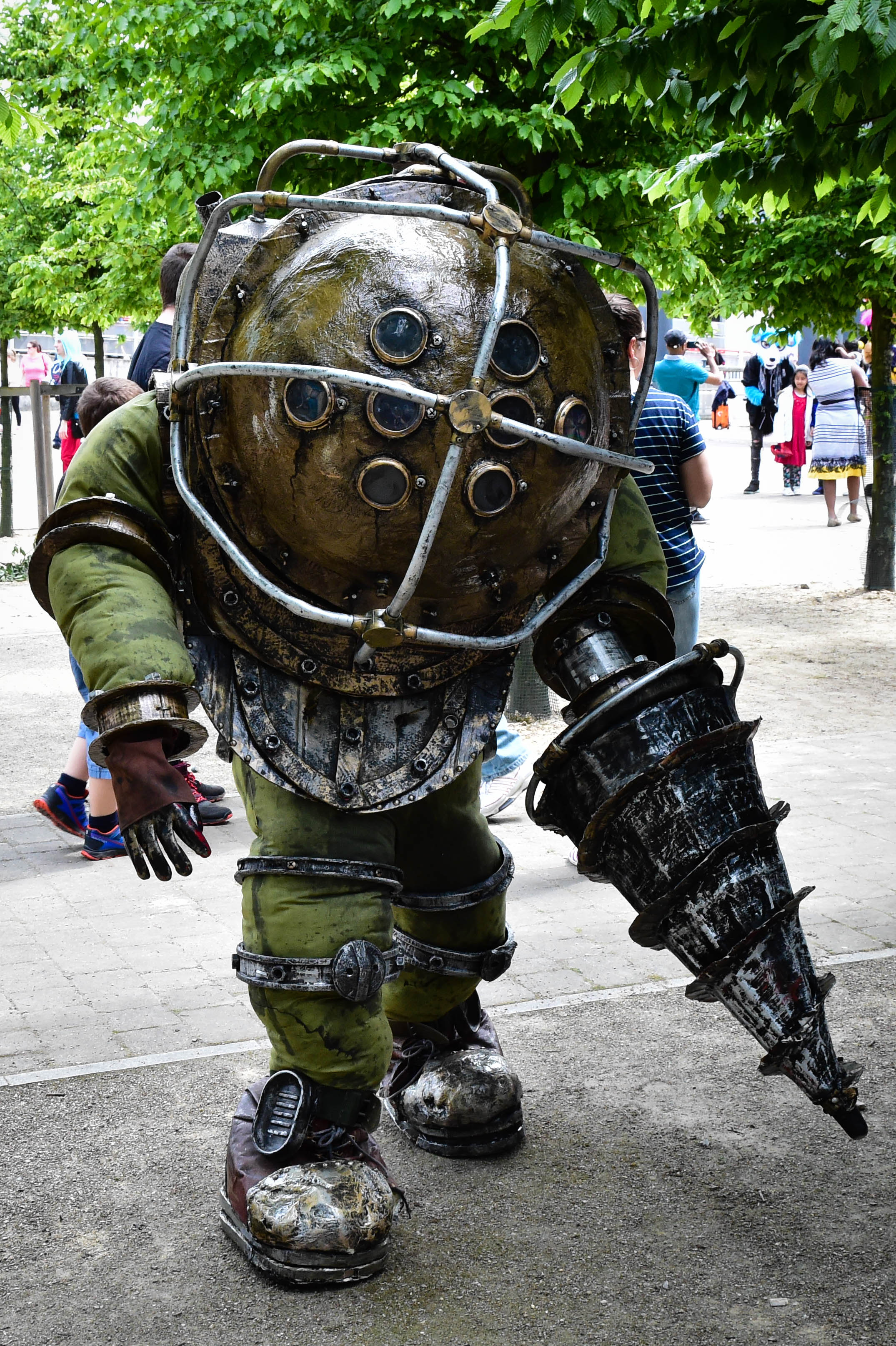
Los Big Daddy usan escafandras que les permiten respirar bajo el agua y les dan ese aspecto especial.

Con el éxito tanto comercial como por parte de la crítica de BioShock, 2K formó un nuevo estudio, 2K Marin, para producir una secuela. Jordan Thomas, diseñador de niveles en el primer BioShock, se desempeñó como director creativo y fue uno de los varios miembros de Irrational Games que se unió al nuevo equipo. 2K Australia, Arkane Studios y Digital Extremes brindan soporte adicional en la creación de esta entrega. BioShock 2 se lanzó en todo el mundo el 9 de febrero de 2010. Fue elogiado por la crítica, aunque no tanto como BioShock, y vendió más de tres millones de copias, aunque 2K consideró su desempeño comercial como decepcionante. El juego contiene un componente multijugador, ambientado durante la guerra civil, antes de los eventos del primer juego. También cuenta una expansión, BioShock 2: Minerva's Den.
BioShock 2 tiene lugar ocho años después de los eventos de BioShock, donde una nueva líder, Sofia Lamb, ha surgido en el vacío de poder tras la muerte de Ryan y Fontaine, y ha creado un culto colectivista a la personalidad. Antes de los eventos de BioShock, Lamb usó el control mental para que Big Daddy Delta (el personaje que controla el jugador) se suicidara, cortando así el vínculo fisiológico entre él y su hija Eleanor, la Little Sister a la que se le asignó proteger. Delta es resucitado diez años después por Tenenbaum y las Little Sisters y se le dice que a menos que restablezca pronto su vínculo con Eleanor, caerá en coma o morirá una vez más. De esta manera, Delta se abre camino a través de los Splicers y de los leales a Lamb, derrota a Lamb y se sacrifica para ayudar a Eleanor, Tenenbaum y otras Little Sisters a escapar de Rapture.

### BioShock Infinite(2013)
BioShock Infinite se anunció el 12 de agosto de 2010. El videojuego estaba previsto para lanzarse el 26 de febrero de 2013 en los sistemas Microsoft Windows, PlayStation 3 y Xbox 360. El 7 de diciembre de 2012, Irrational Games anunció que el lanzamiento se retrasaría otro mes, hasta el 26 de marzo de 2013. Anteriormente conocido como "Proyecto Icarus", BioShock Infinite no es una secuela o precuela directa del juego original, sino que contiene muchos de los mismos conceptos del juego original.
BioShock Infinite tiene lugar en 1912 en Columbia, una ciudad suspendida en el aire a través de la "levitación cuántica", construida y lanzada en 1893 por el gobierno estadounidense durante la Exposición Mundial Colombina en Chicago, con mucha fanfarria y publicidad. Sin embargo, luego estuvo involucrada en un "incidente internacional" al disparar contra un grupo de civiles chinos durante la Rebelión de los Bóxers. Después de recibir la orden de regresar a territorio estadounidense, Columbia se separó de los Estados Unidos y se reubicó por encima de las nubes, con un paradero desconocido para el resto del mundo. Al igual que con Rapture, los intelectuales de Columbia pudieron desarrollar nueva tecnología, incluidos Vigores, que otorgan al usuario nuevos poderes psicoquinéticos. Al mismo tiempo, aparecen extrañas grietas en el continuo espacio-tiempo llamadas "Lágrimas" en toda la ciudad, y se pueden ver y escuchar elementos anacrónicos.
El personaje que controla el jugador, Booker DeWitt, un miembro caído en desgracia de la Agencia Nacional de Detectives de Pinkerton dado de baja después de sus acciones en la Masacre de Wounded Knee, es enviado a Columbia por Robert y Rosalind Lutece (las gemelas Lutece) para recuperar a Elizabeth, una joven que había sido secuestrado por el líder de Columbia, Zachary Comstock, y protegido por un ave robótica llamada Songbird. Booker rescata a Elizabeth (quien posteriormente acompaña al jugador como una aliada controlada por IA), quien parece tener control sobre las Lágrimas. Su escape se ve obstaculizado por los enfrentamientos entre los Fundadores, los leales a Comstock, y los Vox Populi, residentes de Columbia que se han enfrentado a la persecución. Booker descubre que Elizabeth es su hija y que Comstock es una versión de sí mismo de uno de los numerosos universos paralelos que aceptó un bautismo para expiar sus acciones en Wounded Knee y estableció las creencias que llevaron a la fundación de Columbia. Comstock secuestró a Elizabeth de Booker cuando era una bebé con la ayuda de una tecnología denominada Lagrima, proporcionada por los gemelos Lutece (en esencia, la misma persona de dimensiones alternativas), pero en su escape, el dedo de Elizabeth fue cortado por el cierre de una Lagrima, dándole a ella el poder sobre las lágrimas. Booker finalmente derrota a Songbird y Comstock con la ayuda de Elizabeth y los gemelos, ya que Comstock se había vuelto contra ellos. Elizabeth le muestra a Booker que estos eventos siempre se repetirán a través de la multitud de universos paralelos, y la única forma de terminar el ciclo es matar todas las versiones de Booker antes de que pueda convertirse en Comstock en el bautismo. Booker acepta este destino y permite que Elizabeth lo ahogue.
El videojuego contó con una expansión, Burial at Sea, que se lanzó en dos partes el 12 de noviembre de 2013 y el 25 de marzo de 2014. En esta, Elizabeth descubre que una versión de Comstock ha terminado en la ciudad de Rapture de BioShock, habiendo vuelto a su nombre de nacimiento de Booker DeWitt y trabajando como detective privado. Elizabeth se une a él en la búsqueda de una niña desaparecida llamada Sally, pero quedan atrapados en los eventos de la guerra de Atlas contra Andrew Ryan. Descubren que los científicos de Rapture han estado trabajando con los de Columbia a través de Rifts, compartiendo tecnología como Plásmidos y Vigores, y Big Daddies y Songbird. Después de descubrir que Sally ya se ha convertido en una Little Sister y de perder sus poderes de control de Rift, Elizabeth mata al último Comstock y se sacrifica para asegurarse de que Jack pueda rescatar a Sally y las otras Little Sisters.

### Juegos futuros
En febrero de 2014, durante la promoción de Burial at Sea: Episode Two, el director de la serie, Ken Levine, reveló que BioShock Infinite sería el último juego de Irrational Games en la serie BioShock. Levine dejó ir a la mayor parte del personal de Irrational Games en febrero de 2017 y renombró la división como Ghost Story Games dentro de 2K Games para trabajar en títulos narrativos más pequeños. Los derechos de BioShock se los quedó 2K. En una entrevista de 2016, Levine explicó que la presión y el estrés de administrar un gran equipo como tenía que hacerlo para Infinite afectó su salud y sus relaciones personales, y en lugar de quedarse para construir un juego más grande, decidió dejar la franquicia de BioShock.
Tras la decisión de Levine, 2K Games declaró que la serie BioShock continuaría y le dijo a Game Informer que estaban ansiosos en explorar el próximo BioShock. En mayo de 2014, 2K Games declaró que el trabajo en la serie continuaba con 2K Marin a la cabeza, a pesar de que, en octubre de 2013, 2K Games supuestamente había cerrado ese estudio. Se comunicó que la siguiente entrega había comenzado en 2015 en el estudio Certain Affinity, de Austin. Sin embargo, en 2016, 2K decidió retirar el proyecto de Certain Affinity y llevarlo a un estudio interno, estableciendo un estudio aún por nombrar y reiniciando el proceso de desarrollo. Anteriormente, Kotaku había informado en 2018 que varios empleados de Hangar 13, otro estudio de desarrollo perteneciente a 2K Games, se habían unido a un nuevo estudio en el área de San Francisco y estaban trabajando en un proyecto conocido bajo el título provisional Parkside, que podría ser un título de BioShock.
2K anunció formalmente en diciembre de 2019 que se estaba desarrollando un nuevo título, pero que faltaban años para su lanzamiento. El juego está siendo desarrollado por un nuevo estudio interno, Cloud Chamber, con oficinas en San Francisco (las antiguas oficinas de 2K Marin) y en Montreal. El estudio está dirigido por Kelley Gilmore, que había trabajado anteriormente en Firaxis. El personal incluye al director de arte principal Scott Sinclair, que había trabajado en el primer BioShock, Jonathan Pelling como director de diseño, que anteriormente había realizado trabajos de diseño de niveles para BioShock e Infinite, y Hogarth de la Plante como director creativo después de haber trabajado en los otros juegos de BioShock en numerosos roles.

### Proyectos cancelados
Una versión de BioShock para la consola portátil PlayStation Vita, en un principio conocida como BioShock Vita, fue anunciada en la Electronic Entertainment Expo de 2011 por Levine durante la conferencia de prensa de Sony. El anuncio se dio junto con la presentación de la consola. Más tarde, Levine comentó que el título aún estaba en desarrollo, y era un juego que no sería similar a los dos primeros títulos de BioShock ni sería una versión de Infinite para Vita. El director comentó: "prefiero hacer algo que sea un experimento y que sea un poco diferente. Y único para la franquicia". En abril de 2012, con Irrational trabajando para terminar Infinite, el juego de Vita quedó en suspenso.
En entrevistas en diciembre de 2012, Levine reveló que se había trabajado poco en el juego, ya que el trato con Sony estaba en manos del editor de Irrational, Take-Two Interactive. Aun así, declaró que todavía estaba interesado en el título. Levine reveló en julio de 2014 que los acuerdos entre Sony y Take-Two no se habían materializado, y que era poco probable que se hiciera el juego, a pesar de que Sony era optimista sobre la promoción del futuro título en su presentación de Vita antes de que se hubiera realizado ningún trabajo de desarrollo hubiera comenzado. Levine además aclaró que su idea habría sido un juego de estilo de estrategia similar a Final Fantasy Tactics, con el juego ambientado antes de la caída de Rapture.

## Otros medios
Se han lanzado dos novelas de BioShock. BioShock: Rapture, una precuela del primer BioShock escrita por John Shirley. Este libro fue publicado por Titan Books el 19 de julio de 2011. BioShock Infinite: Mind in Revolt es una novela escrita por Joe Fielder y Ken Levine, que ofrece una visión del mundo de Columbia y las motivaciones de Daisy Fitzroy, la líder de Vox Populi. Mind in Revolt se lanzó de manera digital el 13 de febrero de 2013, y la versión de tapa dura se publicó más tarde a través de la tienda de Irrational Games. Otros proyectos impresos incluyen libros de arte para los tres juegos: BioShock: Breaking the Mold (2007), Deco Devolution: The Art of BioShock 2 (2010) y The Art of BioShock Infinite (2013).
Los pedidos anticipados de BioShock Infinite otorgaban al comprador un código de acceso a un juego de rompecabezas de navegador, BioShock Infinite: Industrial Revolution, desarrollado en conjunto con Lazy 8 Studios. A Irrational le preocupaba desarrollar un juego de rompecabezas previo al lanzamiento. Varios integrantes del equipo de Irrational habían jugado y disfrutado de Cogs, el título ganador del Independent Games Festival de Lazy 8, y consideraron usarlos para crear este juego de prelanzamiento. La mecánica del juego es una versión simplificada de los rompecabezas Cogs e implica la creación de dispositivos a partir de máquinas básicas como engranajes y poleas para lograr una acción específica; el juego contiene 59 rompecabezas de este tipo seleccionados de más de 70. Resolver los acertijos basados en steampunk le otorga al jugador elementos desbloqueables dentro del juego principal de BioShock Infinite.

### Música
Las partituras orquestales de BioShock, BioShock 2 y BioShock Infinite fueron compuestas por Garry Schyman. La música de Schyman toma influencia de la música clásica de principios del siglo XX, la música aleatoria y la música concreta. Con el regreso a Rapture en BioShock 2, Schyman tuvo la oportunidad de volver a visitar el escenario, escribiendo música nueva y conservando algunos elementos y motivos del primer juego, como violines solistas y técnicas de composición de mediados del siglo XX. Si bien las expectativas eran más altas, Schyman señaló que haber jugado el juego original y usar un estilo establecido facilitó el proceso de creación. Para Infinite, Schyman tuvo que crear un nuevo paisaje sonoro evocador de la era. Sintiendo que la música clásica de la época se sentía mucho más europea que estadounidense, Schyman optó por usar una orquestación menos completa y arreglos de cuerdas más simples. Además de la partitura, la serie BioShock utiliza música de época con licencia como sonido diegético. Para BioShock 2, se incluyó más blues y música religiosa relacionada con los temas de la secuela. Infinite presenta versiones anacrónicas de canciones pop populares, como "Girls Just Want to Have Fun" de Cyndi Lauper y una versión de cuarteto de barbería de "God Only Knows" de los Beach Boys.
Aproximadamente una cuarta parte de la banda sonora de BioShock se lanzó en Internet. Un EP con remixes de la música del juego está incluida en la Edición Limitada del juego. La banda sonora completa de BioShock se lanzó en vinilo con la edición especial de BioShock 2 en 2010. Las partituras de BioShock 2 e Infinite se incluyeron en ediciones limitadas de sus respectivos juegos.

### Adaptación cinematográfica
En mayo de 2008, Take-Two anunció un acuerdo con Universal Studios para producir una película de BioShock, dirigida por Gore Verbinski y escrita por John Logan. En un principio se esperaba que la película se estrenara en 2010, pero se canceló debido a problemas de presupuesto. Verbinski, quien estaba comprometido con la película Rango, dejó de dirigir la película y Juan Carlos Fresnadillo estaba en conversaciones para reemplazarlo (con Verbinski como productor). A lo largo de 2010, la película estuvo en desarrollo, pero enfrentó dificultades debido a la clasificación prevista. Verbinski citó que al tratar de mantener la calificación R, no pudieron encontrar ningún estudio que respaldara el proyecto, lo que puso en peligro el futuro de la película. Después del rendimiento comercial de Watchmen, el estudio tuvo preocupaciones con el presupuesto de 200 millones de dólares y eso culminó en Verbinski abandonando el proyecto. Posteriormente, Universal trajo a un nuevo director para trabajar con un presupuesto más pequeño, pero Levine y 2K Games no sintieron que encajaba bien. Poco después Levine tomó la decisión de finalizar el proyecto, creyendo que la película no funcionaría con el conjunto actual de compromisos que habrían tenido que hacer.
En febrero de 2022 se anunció que Netflix estaba realizando una película junto con Take-Two y Vertigo Entertainment. La película se está desarrollando como el inicio de un potencial universo cinematográfico. Francis Lawrence está programado para ser el director y Michael Green como escritor.

## Recepción y legado
La serie ha recibido elogios de la crítica por tener una historia con énfasis en la moralidad, los entornos inmersivos y los escenarios únicos. Suele figurar entre el público y la crítica como una de las mejores series de videojuegos de todos los tiempos y como una demostración de los videojuegos como forma de arte. El giro de la trama del original, donde el jugador descubre que el personaje del jugador Jack ha sido obligado a participar en eventos por la frase desencadenante, "¿Serías tan amable de...", se considera uno de los elementos narrativos más fuertes de los juegos recientes, en parte porque subvirtió la expectativa de que el jugador tiene control e influencia en el juego.
En febrero de 2011 la Institución Smithsonian anunció que realizaría una exposición dedicada al arte de los videojuegos. Inicialmente, se eligieron varios juegos y el público podía votar por los que creía que merecían mostrarse a través de una encuesta en el sitio web de la exhibición. Se consideró que BioShock era uno de los principales candidatos debido a que demostraba lo artístico que puede ser el medio. John Lanchester, de London Review of Books, reconoció a BioShock como uno de los primeros videojuegos en irrumpir en la cobertura de los principales medios de comunicación como una obra de arte que surge de sus aspectos narrativos, mientras que antes los videojuegos no habían logrado entrar en el "discurso cultural", o cubierto de otra manera debido a las controversias morales que crearon. Peter Suderman para Vox en 2016 escribió que BioShock fue el primer juego que demostró que los videojuegos podían ser una obra de arte, destacando particularmente que el juego trata sobre el tema de dar la ilusión de control individual.